# Fred Howard (cầu thủ bóng đá, sinh năm 1893)
Julian Frederick "Fred" Howard là một cầu thủ bóng đá người Anh của thập niên 1920.
Sinh ra ở Long Eaton, ông gia nhập Gillingham từ Derby County năm 1920 và có 18 lần ra sân cho câu lạc bộ ở Football League, ghi 3 bàn thắng. Ông rời đi để gia nhập Ayr United năm 1922.